# Альберто Альберані
Альберто Альберані (італ. Alberto Alberani, 22 травня 1947) — італійський ватерполіст і плавець.
Срібний призер Олімпійських Ігор 1976 року, учасник 1968, 1972, 1980 років.
Чемпіон світу з водних видів спорту 1978 року, бронзовий призер 1975 року.